# Koreasat 5A
Koreasat 5A là một vệ tinh thông tin quỹ đạo địa tĩnh của Đại Hàn Dân Quốc. Nó được phát triển để thay thế cho vệ tinh Koreasat 5. Tên lửa Falcon 9 của công ti Space X có trụ sở tại Hoa Kỳ, theo giờ địa phương, vào ngày 30 tháng 10 năm 2017 tại khu liên hợp phóng trung tâm vũ trụ Kennedy 39, vệ tinh Koreasat 5A được phóng thành công.

## Nâng cao
Koreasat 5 chỉ có thể liên lạc với Hàn Quốc, Nhật Bản, Philippines, Đài Loan và phần phía đông của Cộng hòa Nhân dân Trung Hoa. Koreasat 5A có thể liên lạc với Israel mặc dù cách xa thủ đô Seoul của Hàn Quốc tới 8100 km. Koreasat 5 có 24 bộ phát sóng thông tin, trong khi Koreasat 5A có 36 bộ.

## Máy bay không người lái
Để điều khiển từ xa các máy bay không người lái giống như MQ-1 Fredeter và MQ-9 Ripper, cần phải có một máy phát tín hiệu cho vệ tinh thông tin sử dụng băng tần Ku với tốc độ 1,544Mbps. Băng uplink truyền đến vệ tinh nhân tạo sử dụng tần số 13,75 - 14,5 GHz và băng downlink nhận dữ liệu từ vệ tinh nhân tạo sử dụng tần số 10,95 - 12,75 GHz. Koreasat 5 chỉ có thể điều khiển máy bay không người lái đến Philippines, nhưng Koreasat 5A có thể điều khiển máy bay không người lái ở các nước Trung Đông như Israel, Ai Cập và Iraq.
Quân đội Hoa Kỳ thuê hơn 40% thiết bị phát sóng thông tin của vệ tinh quỹ đạo địa tĩnh từ các công ti nước ngoài. Phí thuê hàng năm cho mỗi bộ lặp ít nhất là 1,5 triệu đô la Mĩ (tức là 1,6 tỷ Won Hàn Quốc).
Năm 2010, KT đã bí mật bán Koreasat 3 cho công ti liên doanh ABS có trụ sở tại Hồng Kông mà không được sự cho phép của Bộ trưởng, vào năm 2014, cơ quan công tố đã khởi tố vụ việc nhưng lại không giam giữ. Công ti ABS của Hồng Kông đã chuyển toàn bộ chùm bộ phát sóng thông tin thông tin liên lạc băng tần Ku của Koreasat 3 tới Pakistan, Afghanistan và khu vực Trung Đông, và được biết, vệ tinh này được Bộ Quốc phòng Hoa Kỳ thuê và sử dụng bộ phát sóng thông tin. Trung Đông là khu vực mà Hoa Kỳ vận hành các phương tiện bay không người lái được điều khiển từ xa bằng vệ tinh viễn thông quỹ đạo địa tĩnh tại căn cứ không quân Critch gần Las Vegas và thực hiện chiến dịch máy bay không người lái.
ABS (Asia Broadcasting Satellite) là một công ti liên doanh có trụ sở tại Hồng Kông để cho thuê máy phát sóng được thành lập vào đầu năm 2000 bởi Tom Choi, luật sư người Mỹ gốc Hàn, Greg Dapner. Công ti sản xuất ra vệ tinh Koreasat 3 là công ti Lockheed Martin của Hoa Kỳ.

## Koreasat 5
Koreasat 5 sẽ không bị hủy bỏ ngay lập tức ngay cả khi 5A đi vào trong quỹ đạo địa tĩnh. Koreasat 5 sẽ được sử dụng làm vệ tinh dự phòng để chuẩn bị cho sự cố xảy ra trên vệ tinh Koreasat 5A.

## Thông số kĩ thuật
- Tên vệ tinh: Koreasat 5A (Mugungwha 5A)
- Vị trí: 113 độ Kinh Đông
- Phóng bởi: Falcon 9 v1.2
- Trọng lượng: 3500 kg
- Nhà sản xuất: Thales Alenia Space, Pháp
- Mô hình xe buýt vệ tinh: Spacebus-4000B2
- Tuổi thọ: hơn 15 năm
- Bộ phát sóng thông tin:
  - 20 bộ phát sóng thông tin cho giao tiếp băng tần Ku (54 MHz)
  - 12 bộ phát sóng thông tin cho giao tiếp băng tần Ku (36 MHz)
  - 4 bộ phát sóng thông tin cho giao tiếp băng tần Ku (54 MHz)